# Mannheimi tizenkettő
A mannheimi tizenkettő a brüsszeli tizenkettő mintájára készített lista, melyen a világ legjelentősebbnek ítélt dokumentumfilmjei szerepelnek. 

## Célja
A mannheimi tizenkettő néven ismertté vált listára – a brüsszeli tizenkettőhöz hasonlóan – tizenkét alkotást vettek fel. Szerepel a listán Eisenstein Régi és új című filmje is, jóllehet ezt a művét általában játékfilmnek szokták tekinteni. A rangsor nem abszolút érvényű. A mannheimi dokumentumfilm fesztiválon 1964-ben megrendezett szavazás elsődleges célja az volt, hogy ráirányítsa a figyelmet a dokumentumfilmek értékeire, a filmtörténetben iskolát teremtett dokumentumfilm-rendezőkre és alkotásaikra. 

## A lista
- Robert Flaherty: Nanuk, az eszkimó (USA, 1922)
- Harry Watt és Basil Wright: Éjjeli posta (angol, 1936)
- Viktor Turin: Turkszib (szovjet, 1929)
- Walter Ruttmann: Berlin, egy nagyváros szimfóniája (német, 1927)
- Dziga Vertov: Ember a felvevőgéppel (szovjet, 1929)
- Robert Flaherty: Louisianai történet (USA, 1948)
- Georges Rouquier: Farrebique (francia, 1946)
- Alain Resnais: Éjszaka és köd (francia, 1955)
- Szergej Eisenstein: Régi és új (szovjet, 1929)
- John Grierson: Heringhalászok (angol, 1929)
- Joris Ivens: Spanyol föld (USA, 1937)
- Luis Buñuel: Föld kenyér nélkül (spanyol, 1932).

## Lásd még
- Budapesti tizenkettő
- Brüsszeli tizenkettő